# Discographie de Girl's Day
Ceci est la discographie du girl group sud-coréen Girl's Day. Le groupe a débuté le 9 juillet 2010 avec le mini-album Girl's Day Party #1, accompagné du titre "Tilt My Head" qui a été leur premier single.

## Albums

### Albums studios
| Titre                        | Détails de l'album | Meilleure position | Ventes                                     |
| Titre                        | Détails de l'album | COR                | Ventes                                     |
| Coréen                       | Coréen | Coréen             | Coréen                                     |
| ---------------------------- | --- | ------------------ | ------------------------------------------ |
| Expectation                  | - Date de sortie : 14 mars 2013 - Label : DreamTea Entertainment - Formats : CD, téléchargement numérique                              | 4                  | - COR: Plus de 28 260                      |
| Expectation                  | Female President (réédition) - Date de sortie : 24 juin 2013 - Label : DreamTea Entertainment - Formats : CD, téléchargement numérique | 6                  | - COR: Plus de 28 260                      |
| Love                         | - Date de sortie : 6 juillet 2015 - Label : DreamTea Entertainment - Formats : CD, téléchargement numérique                            | 3                  | - COR: Plus de 29 207 - JPN: Plus de 4 589 |
| Japonais                     | |                    |                                            |
| Girl’s Day 2015 Autumn Party | - Date de sortie : septembre 2015 - Labels : DreamTea Entertainment, KISS Entertainment Inc - Formats : CD, téléchargement numérique   |                    | - JPN:                                     |

### Compilation
| Titre      | Détails | Meilleure position | Ventes |
| Titre      | Détails | JPN                | Ventes |
| ---------- | --- | ------------------ | ------ |
| Best Album | - Date de sortie : 26 novembre 2014 - Labels : DreamTea Entertainment, KISS Entertainment - Formats : CD, DVD, photobook | —                  | - JPN: |

### Extended plays
| Titre                  | Détails | Meilleure position | Ventes                |
| Titre                  | Détails | COR                | Ventes                |
| ---------------------- | --- | ------------------ | --------------------- |
| Girl's Day Party #1    | - Date de sortie : 9 juillet 2010 - Label : DreamTea Entertainment - Format : Téléchargement numérique                 | 12                 |                       |
| Everyday               | - Date de sortie : 6 juillet 2011 - Label : DreamTea Entertainment - Formats : CD, téléchargement numérique            | 4                  | - COR: 7 382          |
| Everyday 2             | - Date de sortie : 17 avril 2012 - Label : DreamTea Entertainment - Formats : CD, téléchargement numérique             | 11                 | - COR: 5 907          |
| Everyday 3             | - Date de sortie : 3 janvier 2014 - Label : DreamTea Entertainment - Formats : CD, téléchargement numérique            | 4                  | - COR: 20 814         |
| Everyday 4             | - Date de sortie : 14 juillet 2014 - Label : DreamTea Entertainment - Formats : CD, téléchargement numérique           | 3                  | - COR: Plus de 25 270 |
| I Miss You             | - Date de sortie : 15 octobre 2014 - Label : DreamTea Entertainment - Formats : Carte à puce, téléchargement numérique | —                  |                       |
| Girl's Day Everyday #5 | - Date de sortie : 27 mars 2017 - Label : DreamTea Entertainment - Formats : CD, téléchargement numérique              | 5                  | - COR: plus de 11 301 |

## Singles
| Titre                                                                                       | Année  | Meilleures positions | Meilleures positions | Ventes                   | Album                        |
| Titre                                                                                       | Année  | COR                  | KOR Hot 100          | Ventes                   | Album                        |
| Coréen                                                                                      | Coréen | Coréen               | Coréen               | Coréen                   | Coréen                       |
| ------------------------------------------------------------------------------------------- | ------ | -------------------- | -------------------- | ------------------------ | ---------------------------- |
| "Tilt My Head" (Girl's Day Party #1)                                                        | 2010   | 83                   | NC                   |                          | Girl's Day Party #1          |
| "How About Me"                                                                              | 2010   | 88                   | NC                   |                          | Pas de sortie d'album        |
| "Nothing Lasts Forever" (Girl's Day Party #2)                                               | 2010   | 63                   | NC                   |                          | Everyday                     |
| "Twinkle Twinkle" (Girl's Day Party #3)                                                     | 2011   | 5                    | NC                   | - COR: Plus de 2 076 188 | Everyday                     |
| "Hug Me Once"                                                                               | 2011   | 15                   | NC                   | - COR: Plus de 1 422 182 | Everyday                     |
| "Don't Flirt" (Girl's Day Party #4)                                                         | 2011   | 11                   | 14                   | - COR: Plus de 838 185   | Everyday 2                   |
| "Oh! My God"                                                                                | 2012   | 13                   | 12                   | - COR: Plus de 807 977   | Everyday 2                   |
| "Blue Rain 2012"                                                                            | 2012   | 21                   | 51                   | - COR: Plus de 177 312   | Pas de sortie d'album        |
| "Don't Forget Me" (Girl's Day Party #5)                                                     | 2012   | 14                   | 15                   | - COR: Plus de 777 982   | Expectation                  |
| "White Day"                                                                                 | 2013   | 43                   | 33                   | - COR: Plus de 122 605   | Expectation                  |
| "Expectation"                                                                               | 2013   | 9                    | 9                    | - COR: Plus de 1 108 467 | Expectation                  |
| "Female President"                                                                          | 2013   | 5                    | 7                    | - COR: Plus de 804 718   | Expectation                  |
| "Please Tell Me" (Girl's Day Party #6)                                                      | 2013   | 9                    | 14                   | - COR: Plus de 311 648   | Pas de sortie d'album        |
| "Let's Go"                                                                                  | 2013   | 49                   | 85                   | - COR: Plus de 64 592    | Pas de sortie d'album        |
| "Something"                                                                                 | 2014   | 2                    | 2                    | - COR: Plus de 1 383 961 | Everyday 3                   |
| "Darling"                                                                                   | 2014   | 1                    | 15                   | - COR: Plus de 1 036 598 | Everyday 4                   |
| "I Miss You"                                                                                | 2014   | 4                    | NC                   | - COR: Plus de 376 507   | I Miss You                   |
| "Hello Bubble"                                                                              | 2015   | 13                   | NC                   | - COR: Plus de 238 006   | Love                         |
| "Ring My Bell"                                                                              | 2015   | 2                    | NC                   | - COR: Plus de 629 259   | Love                         |
| "I'll Be Yours"                                                                             | 2017   | 3                    | NC                   | - COR: 400 590           | Everyday 5                   |
| Japonais                                                                                    |        |                      |                      |                          |                              |
| "Darling (Version japonaise)"                                                               | 2015   |                      |                      | - JPN:                   | Girl’s Day 2015 Autumn Party |
| "Twinkle Twinkle (Version japonaise)"                                                       | 2015   |                      |                      | - JPN:                   | Girl’s Day 2015 Autumn Party |
| "Ring My Bell (Version japonaise)"                                                          | 2015   |                      |                      | - JPN:                   | Girl’s Day 2015 Autumn Party |
| "—" montre qu'aucun classement n'a été atteint ou que ce n'est pas sorti dans cette région. |        |                      |                      |                          |                              |

## Autres chansons classées
| Titre                                                                                       | Année | Meilleures positions | Meilleures positions | Album       |
| Titre                                                                                       | Année | COR                  | KOR Hot 100          | Album       |
| ------------------------------------------------------------------------------------------- | ----- | -------------------- | -------------------- | ----------- |
| "Two of Us"                                                                                 | 2012  | 175                  | —                    | Everyday 2  |
| "Don't Trust Her"                                                                           | 2013  | 193                  | —                    | Expectation |
| "Timing"                                                                                    | 2014  | 88                   | 84                   | Everyday 4  |
| "Look At Me"                                                                                | 2014  | 82                   | 90                   | Everyday 4  |
| "With Me"                                                                                   | 2015  | 81                   | —                    | Love        |
| "—" montre qu'aucun classement n'a été atteint ou que ce n'est pas sorti dans cette région. |       |                      |                      |             |

## Vidéographie

### Clips vidéos
| Titre                           | Année | Directeur(s)    | Réf.   |
| ------------------------------- | ----- | --------------- | ------ |
| "Tilt My Head"                  | 2010  | Cho So-young    | [ 27 ] |
| "How About Me"                  | 2010  |                 |        |
| "Nothing Lasts Forever"         | 2010  | Kwon Soon-wook  | [ 28 ] |
| "Twinkle Twinkle"               | 2011  | Kwon Soon-wook  | [ 29 ] |
| "If You Give Your Heart For Me" | 2011  |                 |        |
| "Hug Me Once"                   | 2011  | Kwon Soon-wook  | [ 30 ] |
| "Don't Flirt"                   | 2011  | Kwon Soon-wook  | [ 31 ] |
| "Oh My God"                     | 2012  | Kwon Soon-wook  | [ 32 ] |
| "Don't Forget Me"               | 2012  |                 |        |
| "White Day"                     | 2013  |                 |        |
| "Expectation"                   | 2013  | Shin Seung-hwan | [ 33 ] |
| "Expectation (Dance Ver.)"      | 2013  |                 |        |
| "Female President"              | 2013  | Lim Sung-kwan   |        |
| "Female President (Dance Ver.)" | 2013  |                 |        |
| "Let's Go"                      | 2013  |                 |        |
| "Something"                     | 2014  |                 |        |
| "Something (Dance Ver.)"        | 2014  |                 |        |
| "Darling"                       | 2014  |                 |        |
| "I Miss You"                    | 2014  | Lim Sung-kwan   |        |
| "Hello Bubble"                  | 2015  |                 |        |
| "Ring My Bell"                  | 2015  |                 |        |
| "Darling (Version Japonaise)"   | 2015  |                 |        |
| "I'll Be Yours"                 | 2017  |                 |        |